# Senegalesische Fußballnationalmannschaft der Frauen
Die senegalesische Fußballnationalmannschaft der Frauen repräsentiert den Senegal im internationalen Frauenfußball. Die Nationalmannschaft ist dem senegalesischen Fußballverband unterstellt und wird von Mame Moussa Cissé trainiert.
Die Mannschaft des Senegal machte ihr erstes Länderspiel erst 2002 im Rahmen der Qualifikation für die  Fußball-Afrikameisterschaft der Frauen 2002, konnte sich aber nicht qualifizieren. Erstmals konnte man sich für die Endrunde der Afrikameisterschaft qualifizieren. Die Mannschaft verlor die ersten beiden Gruppenspiele gegen die Demokratische Republik Kongo und Südafrika jeweils nur knapp mit 0:1, musste aber gegen Gastgeber Äquatorialguinea eine 0:5-Niederlage einstecken und schied als Gruppenletzter aus.
Erfolgreicher waren sie bei ihrer zweiten Teilnahme 2022. In der Vorrunde konnte man Burkina Faso und Uganda besiegen, im Anschluss verlor man das letzte Gruppenspiel gegen den Gastgeber Marokko. Im Viertelfinale gab es gegen Sambia erst eine Niederlage im Elfmeterschießen. Durch den Sieg gegen Tunesien qualifizierte man sich wenigstens für das WM Play-off-Turnier 2023, verloren dies jedoch klar gegen Haiti.
In der FIFA-Weltrangliste pendelte die Mannschaft zwischen Rang 75 (Juni 2009) und Rang 136 (Dezember 2011).

## Turnierbilanz

### Weltmeisterschaft
| - 1991 bis 1999: nicht teilgenommen (erstes Spiel erst 2002) - 2003 bis 2023: nicht qualifiziert |

### Afrikameisterschaft
| - 1991 bis 2000: nicht teilgenommen (erstes Spiel erst 2002) - 2002 bis 2010: nicht qualifiziert - 2012: Vorrunde - 2014: nicht qualifiziert - 2016: nicht qualifiziert - 2018: nicht qualifiziert - 2022: Viertelfinale - 2025: Viertelfinale |

### Olympische Spiele
| - 1996 bis 2000: nicht teilgenommen (erstes Spiel erst 2002) - 2004: nicht teilgenommen - 2008: zurückgezogen - 2012: nicht teilgenommen - 2016: nicht teilgenommen - 2020: nicht teilgenommen - 2024: nicht teilgenommen |

### Afrikaspiele
- 2003: nicht teilgenommen
- 2007: Vorrunde
- 2011: nicht teilgenommen
- 2015: nicht qualifiziert
- 2019: nicht qualifiziert